# Burgbad

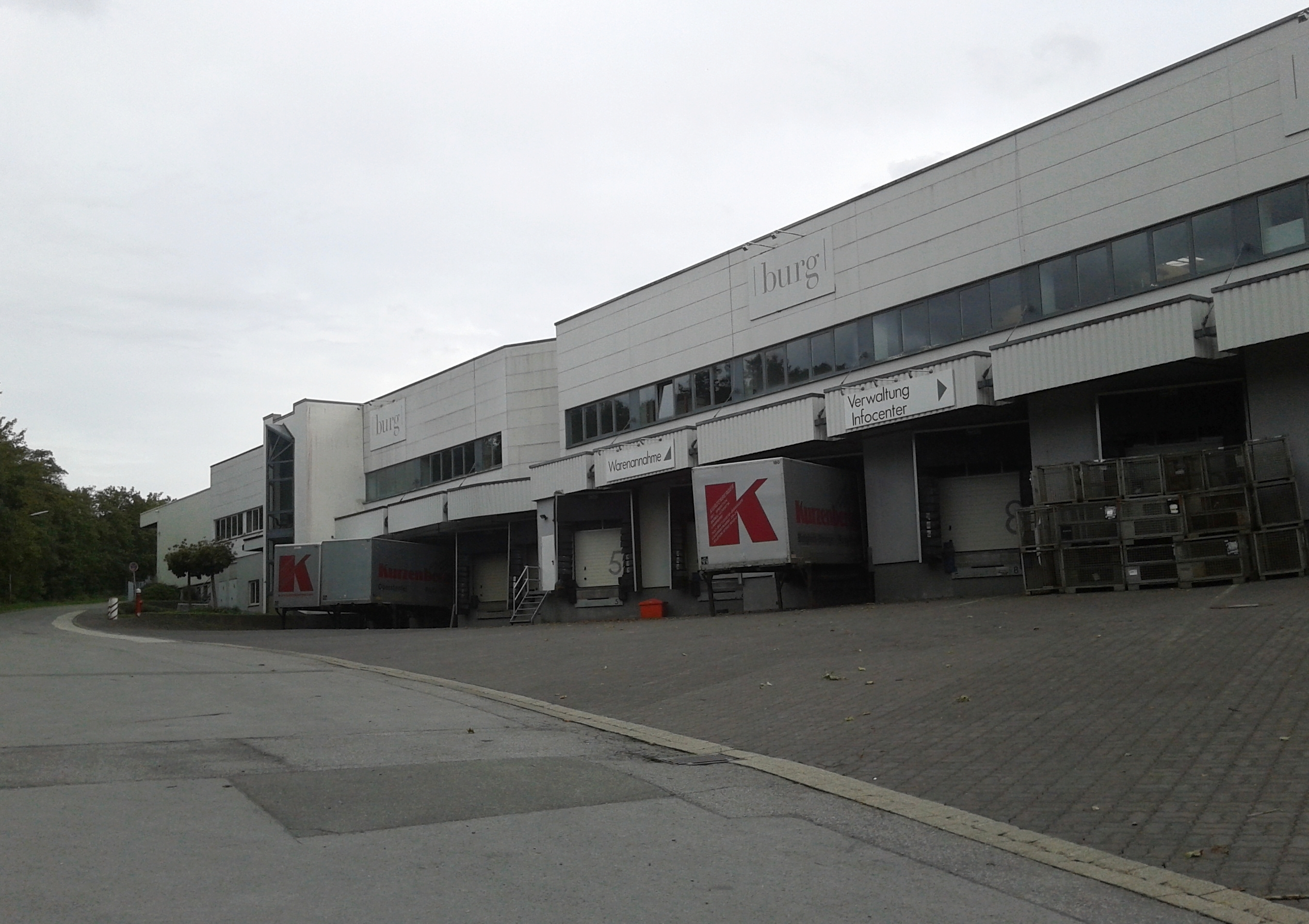
Fa. Burgbad in Bad Fredeburg

Die Burgbad AG ist ein deutsches Unternehmen aus Schmallenberg im Sauerland. Das Unternehmen bezeichnet sich als Weltmarktführer im Bereich individuelle Badmöbel-Lösungen hochwertiger Segmente. Zur Sortimentspolitik des  Hidden Champion gehören auch Badmöbel, Spiegel- und Spiegelschränke sowie Waschtische aus Mineralguss, Keramik, Glas und HPL.

## Geschichte
Die burgbad AG aus Schmallenberg-Bad Fredeburg (Südwestfalen), Hersteller von hochwertigen Möbeln und Einrichtungskonzepten für das Bad, wurde 1946 gegründet. Damaliger Schwerpunkt war die Produktion von Holzbaukästen und Regalen. In den 1960er Jahren spezialisierte sich burgbad auf die Herstellung von Badmöbeln und die gezielte Erweiterung von Portfolio und Know-how. So erwarb burgbad im Jahr 1990 die KAMA Möbelwerk GmbH & Co. KG, die vom Schreinermeister Karl Mayer in den 1950er Jahren gegründet und von dem Unternehmer Horst Schlüchter 1985 weiter entwickelt wurde. Seit 2010 ist das international agierende Unternehmen 100%ige Tochter der türkischen Eczacibasi-Gruppe. burgbad produziert an den deutschen Standorten Bad Fredeburg, Greding, Lauterbach-Allmenrod sowie im französischen Nogent le Roi und beschäftigt ca. 700 Mitarbeiter.
Die Möbel von burgbad führen – neben weiteren anerkannten Siegeln – seit 2014 das PEFC-Zertifikat für den PEFC-Produktkettennachweis (chain of custody). PEFC (Programme for the Endorsement of Forest Certification Schemes) ist ein unabhängiges Zertifizierungs-System zur Sicherstellung einer nachhaltigen Waldbewirtschaftung. Zudem ist das gesamte Möbelsortiment der burgbad GmbH seit 2015 mit der Emissionsklasse A klassifiziert. Die Emissionsklasse A bedeutet ein geringes Risiko der Schadstoffexposition und ist die bestmögliche Klassifizierung beim weltweit ersten Emissionslabel für Möbel (im Vergleich: Emissionsklasse D entspricht nur den gesetzlichen Anforderungen hinsichtlich der Grenzwerte für Formaldehyd).
Im April 2020 wurde die burgbad AG zum vierten Mal als „Klimaneutraler Möbelhersteller“ rezertifiziert. Als erster Badmöbelhersteller hatte sich burgbad 2016 dem DGM-Klimapakt angeschlossen und war als „Klimaneutraler Möbelhersteller“ direkt auf dessen höchste Stufe gesprungen.
Burgbad wurde im August 2020 mit dem Label „Möbel made in Germany“ vom VDM ausgezeichnet.

## Produkte
Das Unternehmen produziert Sideboards und Schränke, Spiegel- und Spiegelschränke, Waschtischunterschränke, Waschtische und Wannen.